# 图沃·奥拉
图沃·恩西奥·奥拉（芬蘭語：Teuvo Ensio Aura，1912年12月28日—1999年1月11日），芬兰政治家 、商界人士及律师。他担任过两届看守总理及赫尔辛基市长。他所属的党派为自由人民党。